# LUCA (evolutie)

Een fylogenetische boom van de drie domeinen van het leven – bacteriën, archaea en eukaryoten – met LUCA aangegeven aan de wortel.

De laatste universele gemeenschappelijke voorouder, vaak afgekort als LUCA, is een hypothetisch, eencellig organisme dat de evolutionaire voorouder van alle hedendaagse organismen vertegenwoordigt: de eukaryoten, bacteriën en archaea – de drie domeinen van het leven. Het tijdstip en wijze waarop deze drie domeinen in de loop van de evolutie uit elkaar zijn gegaan is een actief onderzoeksgebied in de evolutiebiologie.
Aan de hand van uitgebreide moleculair-genetische analyses en statistische modellering veronderstelt men dat alle hedendaagse vormen van leven uit een enkele voorouder zijn voortgekomen. Hoewel er geen fossiel bewijs voor LUCA bestaat, kunnen de kenmerken ervan worden afgeleid uit de biochemische gelijkenissen tussen hedendaagse organismen. Eigenschappen die overeenkomen tussen eukaryoten, bacteriën en archaea zijn zeer lang in de evolutie behouden en gaan vermoedelijk terug tot de eerste stappen in de evolutie van het leven. Alle organismen op aarde maken bijvoorbeeld gebruik van dezelfde genetische code, en van dezelfde mechanismen van transcriptie en translatie met behulp van tRNA, mRNA en ribosomen.

## Eigenschappen van LUCA
Aangenomen wordt dat LUCA alle eigenschappen had die de hedendaagse organismen op aarde gemeenschappelijk hebben.
LUCA zou een eencellig organisme geweest zijn dat rond 4,2 miljard jaar geleden leefde, waarschijnlijk in de diepzee in de buurt van energiebronnen uit de oceaanbodem, zoals toen zeer veel voorkomende hydrothermale bronnen.
LUCA was een chemoautotroof en in staat tot acetogenese. Dat is een reactiepad dat kenmerkend is voor het eerste leven, aangezien dit het organisme onafhankelijk maakt van ander leven. Het was anaeroob en leefde dus in een omgeving zonder zuurstofgas (O2), dat immers nog niet aanwezig was. Het fixeerde koolzuurgas (CO2) waarbij het waterstofgas (H2) als elektronendonor gebruikte. Zoals door verschillende auteurs is aangetoond moet dit micro-organisme ook stikstofgas (N2) gefixeerd hebben. Door genen van grote groepen bacteriën en archaea te vergelijken is men er niet alleen in geslaagd aan te tonen dat LUCA veel eerder geleefd moet hebben dan men dacht, maar LUCA moet ook in het bezit geweest zijn van CRISPR-Cas9 genen, die het moderne micro-organismen mogelijk maken viraal materiaal buiten de eigen cel te houden, een soort immuunsysteem. Het is ook waarschijnlijk dat LUCA in het bezit geweest is van reverse gyrase, een enzym dat DNA strakker kan opwinden, wat een kenmerk is van thermofiele prokaryoten. De extra opwikkeling van DNA beschermt het tegen denaturatie bij hoge temperaturen. Er is echter nog geen consensus over de thermofiele aard van deze voorouder. LUCA heeft vermoedelijk ongeveer net zoveel genen gehad als huidige prokaryoten en moet daarom eerder beschouwd worden als een prokaryoot dan als een verafstaande voorloper.
LUCA was niet per se de eerste of de primitiefste levensvorm; voorlopers van LUCA zullen waarschijnlijk primitiever zijn geweest. Het is denkbaar dat er in die periode meer, geheel niet verwante, levensvormen waren, maar dat de evolutionaire nakomelingen daarvan uitgestorven zijn.

## Virussen
Virussen worden niet gerekend tot het leven. Desondanks vertonen ze evolutie en hebben ze dezelfde genetische code als levende organismen. In dit licht beschouwd is LUCA de afkorting voor last universal cellular ancestor. Aangezien virussen niet in staat zijn zichzelf voort te planten, kunnen deze ook niet eerder bestaan hebben dan organismen waarop ze parasiteren. De universele stamboom van het leven is echter niet universeel zonder de virussen.